# Southern (залізнична експлуатаційна компанія)
Southern — колишня британська залізнична операторська компанія, а тепер бренд Govia Thameslink Railway. 
Дочірня компанія Govia, спільне підприємство Go-Ahead Group і Keolis, управляла франшизою South Central в 2001 — 2015 рр і Gatwick Express в 2008 — 2015 рр. 
Після злиття мереж Thameslink, Southern і Great Northern компанія Southern з’явилася лише як торгова марка.

«Southern» забезпечує більшість приміських перевезень від своїх терміналів у центральному Лондоні: Лондон-брідж та Лондон-Вікторія до південного Лондона, Східного та Західного Сассекса, а також регіональні послуги у деяких районах Гемпшира, Кента та Суррея. 
Також забезпечує послуги між Вотфорд-джанкшен і Кройдон через Західнолондонську лінію.

## Маршрути
- Брайтонська залізниця[en]: Лондон-Вікторія/Лондон-брідж — Брайтон
- East Coastway Line[en]: Брайтон — Істборн — Гастінгс
- Sutton & Mole Valley Lines[en]: Лондон-Вікторія/Лондон-брідж — Саттон — Доркінг — Горшам або Гілфорд
- West Coastway Line[en]: Брайтон — Портсмут або Саутгемптон
- Західнолондонська лінія: Клепгем-джанкшен — Вотфорд-джанкшен

## Рухомий склад
| Клас            | Фото       | Тип      | Макс. швидкість | Макс. швидкість | Кількість  | Вагонів у потязі | Маршрут | Побудова    |
| Клас            | Фото       | Тип      | mph             | km/h            | Кількість  | Вагонів у потязі | Маршрут | Побудова    |
| Southern        | Southern   | Southern | Southern        | Southern        | Southern   | Southern         | Southern | Southern    |
| --------------- | ---------- | -------- | --------------- | --------------- | ---------- | ---------------- | --- | ----------- |
| 171 Turbostar   |            | DMU      | 100             | 160             | 171/2 - 2  | 2                | Залізниця Окстед (Лондон-брідж - Акфілд) East Coastway line (Істборн - Гастінгс) Marshlink line (Гастінгс — Ашфорд-Інтернешіонал)                                                                        | 2003 – 2004 |
| 171 Turbostar   | 171/4 - 2  | DMU      | 100             | 160             | 4          |                  | Залізниця Окстед (Лондон-брідж - Акфілд) East Coastway line (Істборн - Гастінгс) Marshlink line (Гастінгс — Ашфорд-Інтернешіонал)                                                                        | 2003 – 2004 |
| 171 Turbostar   | 171/7 - 10 | DMU      | 100             | 160             | 2          |                  | Залізниця Окстед (Лондон-брідж - Акфілд) East Coastway line (Істборн - Гастінгс) Marshlink line (Гастінгс — Ашфорд-Інтернешіонал)                                                                        | 2003 – 2004 |
| 171 Turbostar   | 171/8 - 6  | DMU      | 100             | 160             | 4          |                  | Залізниця Окстед (Лондон-брідж - Акфілд) East Coastway line (Істборн - Гастінгс) Marshlink line (Гастінгс — Ашфорд-Інтернешіонал)                                                                        | 2003 – 2004 |
| 171 Turbostar   |            |          |                 |                 |            |                  | |             |
| 313/2           |            | EMU      | 75              | 120             | 19         | 3                | West Coastway line ((Брайтон / Барнем / Літлгемптон - Гоув / Вест-Вортінг / Богнор-Реджис / Портсмут-Гарбор / Портсмут і SS) ) East Coastway line (Брайтон - Левес) Seaford branch line (Левес - Сіфорд) | 1976 – 1977 |
| 313/2           |            |          |                 |                 |            |                  | |             |
| 377 Electrostar |            | EMU      | 100             | 160             | 377/1 - 62 | 4                | Уся мережа, окрім дистанцій Oxted line (Герст-Грін - Акфілд) & Marshlink line (Ор - Ашфорд-Інтернешіонал)                                                                                                | 2001-2005   |
| 377 Electrostar | 377/2 - 15 | EMU      | 100             | 160             | 4          |                  | Уся мережа, окрім дистанцій Oxted line (Герст-Грін - Акфілд) & Marshlink line (Ор - Ашфорд-Інтернешіонал)                                                                                                | 2001-2005   |
| 377 Electrostar | 377/3 - 28 | EMU      | 100             | 160             | 3          |                  | Уся мережа, окрім дистанцій Oxted line (Герст-Грін - Акфілд) & Marshlink line (Ор - Ашфорд-Інтернешіонал)                                                                                                | 2001-2005   |
| 377 Electrostar | 377/4 - 75 | EMU      | 100             | 160             | 4          |                  | Уся мережа, окрім дистанцій Oxted line (Герст-Грін - Акфілд) & Marshlink line (Ор - Ашфорд-Інтернешіонал)                                                                                                | 2001-2005   |
| 377 Electrostar | 377/6 - 26 | EMU      | 100             | 160             | 5          | 2012 – 2014      | Уся мережа, окрім дистанцій Oxted line (Герст-Грін - Акфілд) & Marshlink line (Ор - Ашфорд-Інтернешіонал)                                                                                                |             |
| 377 Electrostar | 377/7 - 8  | EMU      | 100             | 160             | 5          | 2012 – 2014      | Уся мережа, окрім дистанцій Oxted line (Герст-Грін - Акфілд) & Marshlink line (Ор - Ашфорд-Інтернешіонал)                                                                                                |             |
| 377 Electrostar |            |          |                 |                 |            |                  | |             |